# Cornelis van Mierop
Cornelis Vincentsz. van Mierop (1509 - 1572) was aartsdiaken en domproost, hoofd van het domkapittel van de Utrechtse Domkerk. Ook was hij deken van het kapittel van Oudmunster te Utrecht.

## Leven en werk
Van Mierop was een zoon van de thesaurier-generaal van Holland, Vincent Cornelisz. en Maria Ruysch. Hij schreef zich in 1522 in als minderjarige bij de Universiteit Leuven, waaruit blijkt dat hij toen nog geen veertien jaar was (de leeftijd waarop een jongen zich daar mocht inschrijven als meerderjarige). In 1528 werd hij deken van de kanunniken van de Haagse Hofkapel. Hij trad daarmee in de voetsporen van zijn grootvader Jacob Ruysch. In 1533 studeerde hij rechten in Padua, waar hij promoveerde tot doctor in de rechten. Weer trad hij daarmee in de voetsporen van zijn grootvader. Van 1534 tot 1537 was hij tevens onbezoldigd raadsheer in het Hof van Holland. In 1541 schonk hij het "Maaghdeglas" aan de Grote Kerk van Den Haag. In 1545 werd van Mierop benoemd tot domproost in Utrecht. Vanaf 1 juni 1547 was hij tevens raadsheer in de Geheime Raad, een adviescollege van de landsheer, ten tijde van zijn benoeming was dat keizer Karel V. In 1556 schonk hij een van de gebrandschilderde glazen in de Grote of Sint-Janskerk in Gouda, een afbeelding van Jezus die preekt bij de Jordaan. Hij werd als schenker van dit glas door de glazenier Dirk Crabeth afgebeeld. Achter hem staat zijn patroon, de heilige Vincentius. In 1557 had Van Mierop een renteloze lening van 500 Carolusguldens verstrekt aan de Broeders des Gemenen Levens van het Hieronymushuis aan de Kromme Nieuwe Gracht. Er werd een galerij gebouwd van zijn huis naar de fraterskerk en hun 'librije', alwaar de domproost zijn leven lang een gebedsruimte kreeg. In het Centraal Museum te Utrecht bevindt zich een penning uit 1558 waarop hij staat afgebeeld. In 1562 kocht hij de ridderhofstad Huis te Vliet te Lopik.
Van Mierop overleed in 1572. Hij had testamentair geregeld dat uit zijn nalatenschap de bouw van elf armenwoningen gefinancierd zou worden. Deze Myropscameren werden gebouwd aan de Springweg in Utrecht.